# Elecciones generales de Puerto Rico de 1900
Se realizaron elecciones generales en Puerto Rico el 6 de noviembre de 1900, las primeras desde la invasión norteamericana y bajo la estadounidense Ley Foraker. Debido a que las elecciones se realizaron bajo el gobierno colonial de los Estados Unidos, el gobernador era designado por el presidente de los Estados Unidos. El Partido Federal hizo campaña por la abstención electoral. El sufragio fue censitario, solo hombres mayor de 21 años con propiedades.